# دیرکت متان
دیرِکت مَتَن (به فرانسوی: direct matin) روزنامه رایگان فرانسوی است که مرکز آن در پاریس قرار دارد و هر روزه در شهر پاریس و استان ایل دو فرانس،منتشر می‌شود. از زمان تاسیس تا سال 2008 با نام مَتَن پولوس(به فرانسوی: matin plus) و از 2008 تا امروز با نام"دیرِکت مَتَن" منتشر می شود.
دیرِکت مَتَن توانسته در رقابت با دو روزنامه رایگان دیگر با نام مترو و بیست دقیقه گوی رقابت را برباید و با انتشار 400000 نسخه در روز توجه بیش از یک میلیون فرانسوی را به خود جلب کند.